# ألفريدو مندوزا
ألفريدو مندوزا (بالإسبانية: Alfredo Mendoza)‏ (12 ديسمبر 1963 بانكارناسيون في باراغواي - ) هو مدرب كرة قدم ولاعب كرة قدم باراغواياني في مركز الهجوم، شارك في كأس العالم 1986. وشارك مع منتخب باراغواي لكرة القدم. أما مع النوادي، فقد لعب مع أوليمبيا أسونسيون وإنديبندينتي ميديلين وديبورتيفو كالي وسيرو بورتينيو ونادي أطلس ونادي بريست ونيولز أولد بويز وتكستيل منديتش ‏.

## وصلات خارجية
- ألفريدو مندوزا على موقع الاتحاد الدولي (مؤرشف)  (الإنجليزية)
- ألفريدو مندوزا على موقع قاعدة بيانات كرة القدم.إي يو (الإنجليزية)
- ألفريدو مندوزا على موقع ناشيونال فوتبول تيمز (الإنجليزية)
- ألفريدو مندوزا على موقع عالم كرة القدم.نت (الإنجليزية)